# 三変稲荷神社古墳
三変稲荷神社古墳（さんぺんいなりじんじゃこふん）は、埼玉県川越市にある方墳である。仙波古墳群を構成する一基。2000年（平成12年）に川越市指定史跡に指定された。

## 概要
墳頂に三変稲荷神社が祀られている。墳丘は一辺20メートルから25メートルの歪んだ方形で、幅5〜7メートルの周溝が巡る。1962年（昭和37年）に墳丘および西側の茶畑から碧玉製石釧と斜縁鼉龍鏡が掘り出された。1985年（昭和60年）に『埼玉県史』編纂事業の一環として周溝確認を中心とした発掘調査が行われ、周溝から焼成前底部穿孔のある土師器甕が発掘されている。出土品の特徴から4世紀末の築造とされ、出土品は1988年（昭和63年）1月29日付で川越市指定有形文化財（考古資料）に指定された。